# Хорутани
Хорутани или Карантани, Коротани (на латински: Quarantani; на словенски: Karantanci; кирилица: Хорутані) ранносредновековно старославянско племе, т.нар. алпийски славяни, предци на съвременните Словенци и в днешна Австрия – на Каринтийските славяни. Те са преходното звено от западните праславяни към южните славяни. Населяват Източните Алпи, Каринтия и западното побережие на Дунав в западна Унгария. За южнославянския им език свидетелстват съставените на хорутанско наречие (т.нар. Алпийски славянски) Брижински паметници които са най-стария славяноезичен текст писан на латиница (датиран е от периода между 972 и 1039 г.).

## История
Упоменати са в Повесть временных лет заедно c белите хървати от областта на Пшемишъл и със сорбите. От 560 г. са подвластни на Аварския хаганат, в 611 г. нападат Бавария, от 623 – 631 г. са автономно княжество Карантания с княз Валук в държавата на Само, след разпада ѝ към 657 – 661 г. стават за кратко самостоятелни със столица Крън-град (Karnburg) където е и каменния княжеския им каменен трон (Vojvodski prestol), докато в 745 не попадат под владичеството на Бавария и стават част от Франкската империя. В 796 техния княз Войномир участва в похода на франките против аварите. След няколко антипокръстителни въстания при княз Хотимир най-сетне към 800 г. стават първите славяни приели християнство от западен образец, покръстени са от св. Модест и други ирландски мисионери от Залцбург подчинени на патриарха на Аквилея. В началото на 9 век поселенията им се простират до езерото Балатон където от земите на Карантаните е образувано по-късното Блатненско княжество. Запазват своята автономия до потушеаването на антифранкската съпротива на Людевит Посавски вожд на славянското Панонско хърватско княжество в 822 г. когато заради подкрепата им от техните земи е образувано франкското херцогство Каринтия (слов. Koroška) и от 828 феодалите там са немци. През средновековието са именовани алпийски славяни, името Карантанци (Карантани, Хорутани) продължава да се среща до 13 век.

## Демократична традиция
Средновековните документи посочват, че населението свободно избира своя княз, но остава неясно каква точно социална категория средновековната употреба на латинското populus посочва. Различни традиции, характерни на Карантаните, оцеляват до края на Средновековието, най-отличителна е процедурата за избор на княз на Каринтия, която е спазвана до 1414 г.
Княжество запазва своя особено забележителен древен ритуал за избор на войводите си (херцози или принцове – нем. Fürst), практика, която продължава и след като Каратания по-късно е превърната в херцогство Каринтия. Последно церемонията е извършена през 1414 г., когато Ернст Желязния Хабсбургски е интронизиран като херцог на Каринтия (слов. Корошка). Ритуалът става на Госпосветско поле (словенски Gosposvetsko polje, нем. Zollfeld), недалеч северно от Целовец (Celovec, нем. Клагенфурт) и започва на „Княжи камък“ (Knežji kamen, нем. Fürstenstein), днес станал емблема на каринтските славяни капител на римска колона, стоящ близо до старата столица Kрънски град (Krnski grad, нем. Karnburg). Тук първата част се извършва на словенски език от свободен селянин, който, избран от народа, в името от хората разпитва новия княз за почтеността му и му напомня за неговите задължения. По-късно, когато херцогство Каринтия се пада на Хабсбургите, идеята, че всъщност народът е този, от когото херцога на Каринтия получава легитимация, е в основата на твърдението на Хабсбургите за уникалността на титлата ерцхерцог.
Интронизацията на херцога на Каринтия се състои от три части: първо, описания ритуал на словенски език извършен на споменатия „Княжи камък“; следва служба в катедралата на едноименния град Госпа Света (Gospa Sveta, нем. Maria Saal) и накрая на церемонията херцога заема каменния трон (Vojvodski prestol/stol, нем. Herzogsstuhl), недалеч от църквата където новият херцог се заклева и на немски и получава почести от гражданите. Тронът е датиран към 9 век и се състои от две каменни седалки, чиито облегалки са прикрепени една към друга, по-голямата седалка, обърната на изток, е за херцозите, а другата, по-малка с лице на запад, за Палатин графовете на династията Майнхардини. Той е направен от римски надгробни плочи взети от околността и е упоменат като „Sedes Karinthani ducatus“ при коронацията на херцог Херман II в 1161 г. Последната интронизация (вече без първата част на ритуала) става в 1651 г., но титуляра Фердинанд Хабсбург, син на император Фердинанд III не участва лично.